# Осокин, Евгений Анатольевич
Евгений Анатольевич Осокин (14 февраля 1974 года — 24 марта 1996 года) — командир мотострелкового взвода 529-го отдельного мотострелкового батальона 131-й отдельной Краснодарской Краснознамённой орденов Кутузова и Красной Звезды казачьей мотострелковой бригады, лейтенант. Герой Российской Федерации (посмертно).

## Биография

### Ранние годы
Евгений Осокин родился 14 февраля 1974 года в Новочеркасске в семье офицера-политработника, ныне полковника в отставке — А. Я. Осокина, работающего Уполномоченным по правам человека в Республике Адыгея. Русский. Переехал с родителями в Майкоп Адыгейской автономной области Краснодарского края. Из-за частых переездов сменил пять школ. Учился в 1983-1986 годах в майкопской школе № 17. Окончил среднюю русскую школу № 2 им. В. В. Маяковского, Ахалкалаки, Грузия с золотой медалью.

### Служба в армии
В рядах Вооружённых Сил — с 1 августа 1991 года курсантом в Московском ВОКУ. Учился он с большим желанием и упорством, завоевав репутацию отличника учёбы, дисциплинированного и вдумчивого курсанта. Ему было присвоено звание младшего сержанта, выдвинут на должность командира отделения. В 1995 году окончил Московское высшее общевойсковое командное училище с отличием.  
После выпуска молодой лейтенант Осокин Е. А. по собственному желанию попросился в «горячий» Северо-Кавказский военный округ. Служил в 131-й отдельной мотострелковой Краснодарской Краснознамённой орденов Кутузова и Красной звезды Казачьей бригаде командиром взвода. Перед отправкой в Чечню, значительно усилил интенсивность боевой учёбы для себя и своего взвода: находясь в составе батальона на полигоне, занимался со взводом днём и ночью, обращая особое внимание на тактическую и огневую подготовку, на вождение и обслуживание боевых машин пехоты (БМП), на развитие физической выносливости и выработку у подчинённых высоких морально-боевых качеств. Незадолго до убытия в зону военных действий, у Осокина появилась возможность не ехать в опасный регион. Ему была предложена должность командира мотострелковой роты в соседнем батальоне, но офицер отказался и написал рапорт с просьбой отправить его с родным батальоном в зону боевых действий в Республику Чечня.

### В районе боевых действий
20 февраля 1996 года в составе 529-го мотострелкового батальона под командованием майора Д. А. Готова, Осокин прибыл в Чечню. Войдя в состав войсковой маневренной группы генерал-лейтенанта К. Б. Пуликовского, батальон приступил к активным боевым действиям. Ему предстояло в качестве передового отряда группы, продвигаясь в направлении Червленная, Старощедринская, Коби, Шелковская, очищать от бандформирований населённые пункты Шелковского района.
8 марта батальон подошёл к селу Старощедринская, где подвергся сильному обстрелу из стрелкового оружия, гранатомётов. Основной удар приняла на себя 3-я стрелковая рота, которая шла в голове колонны и в составе которой двигался взвод Евгения Осокина. Выстрелом из гранатомёта была повреждена БМП командира роты и связь с ним прервалась. Не зная, что случилось с командиром роты, но полагая, что он выбыл из строя, лейтенант Осокин решительно взял в этой обстановке командование на себя. Развернув роту в боевой порядок, Осокин повёл роту в атаку, открыв огонь из всех видов оружия. Не ожидавшие столь стремительных и дерзких действий со стороны федеральных войск, боевики пустились в бегство, оставив на поле значительное количество оружия и 6 трупов. Преследуя отступающих и ворвавшись в Старощедринскую, Осокин заметил двух раненых боевиков, которые пытались скрыться среди мирных жителей и захватил их. Они оказались полезными источниками информации, от которых были получены ценные сведения. Потерь среди личного состава и боевой техники у лейтенант Осокина не было.
Продолжая выполнение боевой задачи, 12 марта батальон вышел к селу Коби, где вновь подвергся нападению боевиков. В ходе завязавшегося боя батальон был блокирован, оказавшись под угрозой окружения и возможного разгрома. Быстро разобравшись в обстановке и сориентировавшись, Осокин решил обойти боевиков с левого фланга и внезапно атаковать их с тыла. Пользуясь складками местности, он скрытно начал выдвижение, но неожиданно наткнулся на минное поле, установленное боевиками. Не желая рисковать жизнью солдат, Осокин сам занялся обезвреживанием мин и проделыванием прохода. Преодолев минное поле и достигнув выгодного рубежа, воины группы по команде Осокина бросились в атаку. Застигнутые врасплох боевики вынуждены были перенести свои усилия на отражение этой внезапной атаки, ослабив тем самым своё сопротивление перед батальоном, который по команде майора Д. А. Готова атаковал, заставив противника отступить. В ходе этого боя лейтенант Осокин лично уничтожил одного боевика.
В ночь на 13 марта, находясь со взводом в боевом охранении и осматривая местность с помощью прибора ночного видения, лейтенант Осокин заметил скопление боевиков, пытавшихся преодолеть оборонительные инженерные заграждения и атаковать позиции боевого охранения. Доложив командиру батальона о замеченном, Осокин открыл огонь из башенной пушки БМП и пулемётов, заставив боевиков отступить. Через два часа боевики повторно пытались прорваться, но взвод под командованием Осокина вынудил их отступить. Шелковской район был очищен от боевиков.

## Подвиг
Командир взвода лейтенант Осокин Е. А. в составе рейдового отряда, 529-го отдельного мотострелкового батальона 131-й ОМСБр совершил в условиях бездорожья и грязи 150-километровый марш-бросок в предгорные районы Чечни, утром 24 марта вышел к селу Ножай-Юрт с целью блокировать этот районный центр. Взвод лейтенанта Е.Осокина в составе головной походной заставы занял оборону на западных склонах высоты 846,8, что на южной окраине Ножай-Юрта. При выборе огневой позиции наводчику пулемёта рядовому Акарачкину А. И. и постановке ему задачи неожиданно прогремели по ним выстрелы из засады боевиков. Лейтенант Осокин, спасая жизнь подчинённому, сбил его с ног и прикрыл своим телом. Но и сам при этом, был тяжело ранен в живот. Теряя силы, Осокин успел доложить командиру роты о случившемся, открыл огонь по боевикам и потерял сознание.
Спасённый рядовой А. Акарачкин оказал первую медицинскую помощь лейтенанту и перевязав ему рану, положил его на плащ-палатку и с подоспевшими товарищами под огнём боевиков волоком перетащили его в укрытие. Но спасти лейтенанта Осокина врачам не удалось. Рана оказалась смертельной и, не приходя в сознание, через 20 минут он скончался.
Лейтенант Осокин Евгений Анатольевич был похоронен в Майкопе со всеми воинскими почестями на Аллее Славы. По словам командира батальона подполковника Д. А. Готова, подвиг Осокина способствовал укреплению морально-боевого духа воинов и успешному выполнению батальоном всех поставленных задач, которые проходили под призывом: «Отомстим за смерть лейтенанта Осокина!»
29 января 1997 года вышел закрытый Указ Президента Российской Федерации № 64 о присвоении лейтенанту Осокину Евгению Анатольевичу посмертно звания Героя Российской Федерации. «Золотая Звезда» Героя была вручена в торжественной обстановке его отцу — Анатолию Яковлевичу.

## Память
- Мемориальная доска установлена на внутреннем дворе средней школы 17 Майкопа, где учился Герой[2].
- В Майкопе воздвигнут Мемориал воинам, павшим в локальных конфликтах (Майкоп), посвящённый воинам, павшим в локальных конфликтах и установлена мемориальная доска Герою[2]. Каждый год 2-го января на мемориале проводится торжественно-траурная перекличка погибших воинов.
- На могиле Героя установлен надгробный памятник[2].
- В Краснодаре установлена мемориальная доска с именем Героя
- На Аллея Героев МосВОКУ 15 августа 2017 г. Установлен Бюст.